# Amon Rûdh
Amon Rûdh es un lugar ficticio que pertenece al legendarium creado por el escritor británico J. R. R. Tolkien y que aparece en sus novelas póstumas El Silmarillion y Los hijos de Húrin. Era una colina situada al sur de Brethil, en el oeste de Beleriand, durante la Primera Edad del Sol.

## Historia
Mîm, el enano mezquino vivió en Amon Rûdh junto a sus dos hijos, Ibûn y Khîm. Mîm fue capturado por un grupo de renegados liderados por Túrin Turambar y fue forzado a revelar la localización de su refugio. Desde ese entonces se llamó Bar-en-Danwedh, la "Casa de Rescate". Cuando Túrin vio a Mîm llorando al lado del cadáver de su hijo Kîm que había muerto por una flecha de sus hombres, Túrin se arrepintió y ofreció sus servicios al enano, que a partir de Entonces toleró a los renegados. 
Amon Rûd llegó a ser la base de operaciones de los renegados, y con la llegada de Beleg, llegó a ser el corazón del área conocida como Dor-Cúarthol, la tierra del arco y el yelmo (refiriéndose a los dos capitanes, Beleg y Túrin), un centro de resistencia contra las fuerzas de Morgoth. Sin embargo, un día, la guarida fue descubierta, y los renegados fueron destruidos por los orcos y la colina se cubrió de sangre.